# Matías Alejandro Fernández
Matías Alejandro Fernández (n. La Plata, Provincia de Buenos Aires, Argentina; 23 de junio de 2001) es un futbolista argentino. Juega de volante y su equipo actual es el CS Independiente Rivadavia de la Primera División de Argentina.

## Carrera

### Quilmes
Luego de realizar su primer pretemporada con Quilmes a mediados de 2019, Tute impresionó al técnico Leonardo Lemos y firmó su primer contrato hasta junio de 2023.
Debutó en la fecha 5 de la Primera Nacional 2019-20, ingresando a los 38 minutos del segundo tiempo por Juan Martín Imbert en la victoria por 3-1 sobre All Boys.

### Villa San Carlos
Tras sus primeros pasos en el futbol profesional en Quilmes, Matías sería cedido a Villa San Carlos, en donde jugaría las temporadas 2021 y 2022, en donde participaría en 34 encuentros y marcaría un total de 3 goles.

### Excursionistas
Una vez terminado su contrato en Quilmes, Matias llegaría al conjunto villero en el año 2023 al final de la temporada en donde disputaria tan solo 9 partidos, pero eso le vastaria para meter un gol, y varias asistencias de gran importancia al ya máximo goleador del equipo en esa campaña Leonel Barrios. Como la del partido ante San Martin de Burzaco por la fecha 35 del campeonato, en ese entonces el equipo de burzaco se encontraba primero a varios puntos de distancia y esta fue una importante y contundente victoria por 4-0 para el conjunto del bajo belgrano; o como también ante JJ Urquiza por la fecha 37 en donde, aparte de la asistencia al delantero, meteria su único gol en la temporada, también fundamental para el consagramiento de su primer título como profesional y el segundo para Excursionistas en un año histórico para el club, este definiria en una gran final para el desempate del campeonato ante el ya mencionado San Martin de Burzaco en La Plata; en dicho encuentro también participaría Matías.
En la temporada acual se desempeña como el 10 reemplazando al antiguo poseedor de la misma Claudio Galeano, que no ha podido disputar ni un solo partido en la nueva categoría por una lesión. Fernández se ganó la titularidad en el equipo de Kopriva por su manera de jugar destacada, generando siempre peligro y oportunidades de ataque, repartiendo juego con su habilidad dando asistencias a sus pares y metiendo goles, siendo el segundo máximo goleador del equipo con 4 tantos, solo por detrás de su compañero Leonel Barrios, y no solo es uno de los jugadores más destacados de Excursionistas, sino de la categoría siendo el jugador que más jugadas de peligro ocasiona y más gambetas crea. Ambos se encargan de liderar a excursio por la pelea del campeonato junto con otros jugadores destacados como los son Nahuel Cajal, arquero ya campeón y figura de la temporada 2023, Santiago Monzón, que se desempeña como lateral, es el tercer goleador del equipo y también es el defensor con más goles de la categoría; y por último Tompas "Chupete" De Vicenti el cual trae su experiencia de Europa y vuelve al club villero en el cual hizo inferiores y había llegado a debutar.

## Estadísticas

### Clubes
- Actualizado hasta el 17 de agosto de 2025.

| Quilmes Argentina | 2.ª                 | 2019-20             | 5   | 0  | - | - | - | - | 5   | 0  | 0    |
| Quilmes Argentina | 2.ª                 | 2020                | 1   | 0  | - | - | - | - | 1   | 0  | 0    |
| Quilmes Argentina | 2.ª                 | 2021                | 4   | 0  | - | - | - | - | 4   | 0  | 0    |
| Quilmes Argentina | Total club          | Total club          | 10  | 0  | - | - | - | - | 10  | 0  | 0    |
| Villa San Carlos Argentina | 3.ª                 | 2021                | 16  | 2  | 1 | 0 | - | - | 17  | 2  | 0.12 |
| Villa San Carlos Argentina | 3.ª                 | 2022                | 17  | 1  | - | - | - | - | 17  | 1  | 0.06 |
| Villa San Carlos Argentina | Total club          | Total club          | 33  | 3  | 1 | 0 | - | - | 34  | 3  | 0.09 |
| Excursionistas Argentina | 4.ª                 | 2023                | 9   | 1  | 1 | 0 | - | - | 10  | 1  | 0.1  |
| Excursionistas Argentina | 3.ª                 | 2024                | 37  | 10 | 1 | 0 | - | - | 38  | 10 | 0.26 |
| Excursionistas Argentina | Total club          | Total club          | 46  | 11 | 2 | 0 | - | - | 48  | 11 | 0.23 |
| Independiente Rivadavia Argentina | 1.ª                 | 2025                | 16  | 0  | 3 | 0 | - | - | 19  | 0  | 0    |
| Independiente Rivadavia Argentina | Total club          | Total club          | 16  | 0  | 3 | 0 | - | - | 19  | 0  | 0    |
| Total en su carrera | Total en su carrera | Total en su carrera | 105 | 14 | 6 | 0 | - | - | 111 | 14 | 0.13 |
| (1) Las copas nacionales se refiere a la Copa Argentina. (2) Las copas internacionales se refiere a la Copa Libertadores y a la Copa Sudamericana. (3) Media de goles por encuentro. No incluye goles en partidos amistosos. |                     |                     |     |    |   |   |   |   |     |    |      |

## Palmarés

### Campeonatos Nacionales
| Título    | Club           | País      | Año  |
| Primera C | Excursionistas | Argentina | 2023 |
| --------- | -------------- | --------- | ---- |